# Машадинью
Машадинью (порт. Machadinho)  —  муниципалитет в Бразилии, входит в штат Риу-Гранди-ду-Сул. Составная часть мезорегиона Северо-запад штата Риу-Гранди-ду-Сул. Входит в экономико-статистический  микрорегион Санандува. Население составляет 5503 человека на 2007 год. Занимает площадь 335,344 км². Плотность населения — 13,6 чел./км².

## История
Город основан 28 мая 1959 года. 

## Статистика
- Валовой внутренний продукт на 2003 составляет 51.960.198,00 реалов (данные: Бразильский институт географии и статистики).
- Валовой внутренний продукт на душу населения на 2003 составляет 10.220,34 реалов (данные: Бразильский институт географии и статистики).
- Индекс развития человеческого потенциала на 2000 составляет 0,734 (данные: Программа развития ООН).

## География
Климат местности: субтропический. В соответствии с классификацией Кёппена, климат относится к категории Cfa.